# Communauté de communes du Bocage champenois
Pour les articles homonymes, voir Communauté de communes du Bocage.
La communauté de communes du Bocage champenois est une ancienne communauté de communes française, située dans le département de la Marne et la région Champagne-Ardenne.
Elle a été supprimée le 1er janvier 2014, et intégrée dans la nouvelle communauté de communes Perthois-Bocage et Der.

## Historique
La communauté de communes du Bocage champenois est créée par arrêté préfectoral du 17 décembre 1993, et regroupe à l'origine les 8 communes d'Ambrières,  Arrigny, Brandonvillers,  Drosnay,   Écollemont, Landricourt, Sainte-Marie-du-Lac-Nuisement, Saint-Remy-en-Bouzemont-Saint-Genest-et-Isson.
Au fil des années, d'autres communes rejoignent la communauté : 
- 1995 : Sapignicourt ;
- 1997 : Châtillon-sur-Broué ;
- 1998 : Moncetz-l'Abbaye ;
- 2004 : Isle-sur-Marne ;
- 2007 : Outines ;
- 2008 : Giffaumont-Champaubert[2].  Au 1er janvier 2009, l'intercommunalité était constituée de 14 communes regroupant 2863 habitants[3].

Au 1er janvier 2013, les communes de Ambrières, Landricourt et Sapignicourt quittent l'intercommunalité pour rejoindre la communauté de communes de Saint-Dizier, Der et Blaise, transformée depuis en communauté d'agglomération.
Conformément aux prévisions du schéma départemental de coopération intercommunale (SDCI) de la Marne du 15 décembre 2011, trois petites communautés de communes préexistantes : 
- la  communauté de communes du Bocage Champenois ;
- la communauté de communes Marne et Orconte ;
-  la communauté de communes du Perthois  ;
ont fusionné pour créer la nouvelle Communauté de communes Perthois-Bocage et Der, à laquelle se sont également jointes une commune détachée de la  communauté de communes de Val de Bruxenelle (Favresse) et la commune isolée de Gigny-Bussy.

## Territoire communautaire

### Composition
La communauté de communes était composée le 1er janvier 2013, des communes suivantes :
- Saint-Remy-en-Bouzemont-Saint-Genest-et-Isson
- Arrigny
- Brandonvillers
- Châtillon-sur-Broué
- Drosnay
- Écollemont
- Giffaumont-Champaubert
- Isle-sur-Marne
- Moncetz-l'Abbaye
- Outines
- Sainte-Marie-du-Lac-Nuisement

### Situation
- Voir la limite de la Communauté sur Openstreetmap

## Fonctionnement

### Siège
Le siège est situé à Saint-Remy-en-Bouzemont-Saint-Genest-et-Isson, 23 rue du Radet.

### Élus
La communauté de communes était administrée par un conseil communautaire constitué de représentants de chaque commune, élus en leur sein par les conseils municipaux, à raison de : 
- 1 délégué titulaire et 1 délégué suppléant pour les communes de moins de 100 habitants,
 - 2 délégués titulaires et 2 délégués suppléants pour les communes de 100 à 500 habitants,
 - 3 délégués titulaires et 3 délégués suppléants pour les communes de plus de 500 habitants.

### Liste des présidents
| Période                                  | Période          | Identité    | Étiquette | Qualité                           |
| ---------------------------------------- | ---------------- | ----------- | --------- | --------------------------------- |
| Les données manquantes sont à compléter. |                  |             |           |                                   |
| ?                                        | 2008             | Denis Droin |           | Maire de Ambrières (2001 → )      |
| 3 avril 2008                             | 31 décembre 2012 | Alain Simon |           | Maire de Sapignicourt (1995 → )   |
| janvier 2012                             | décembre 2013    | Joël Cappez |           | Maire de Brandonvillers (1989 → ) |

### Compétences
L'intercommunalité exerçait les compétences qui lui avaient été transférées par les communes membres, conformément aux dispositions légales.

### Régime fiscal et budget
La communauté de communes percevait une fiscalité additionnelle aux impôts locaux des communes, sans FPZ (fiscalité professionnelle de zone) et sans FPE (fiscalité professionnelle sur les éoliennes).